# Río Gravataí
El río Gravataí es un río ubicado en el estado de Río Grande del Sur, Brasil. Se origina en el Banhado Grande que abarca los municipios de Santo Antônio da Patrulha, Glorinha, Gravataí, Cachoeirinha, Alvorada y Viamão. Este pantano recibe las aguas de toda la cuenta hidrográfica comprendida en estos municipios ubicado entre la Serra Geral y la colina de Lombas. Desemboca en el delta del Yacuí a partir del que se forma el lago Guaíba.
La cuenta hidrográfica del río Gravataí posee un área aproximada de 2,020 km².